# Thunderdome-Stadion
Het Thunderdome-Stadion is een multifunctioneel stadion in Nonthaburi, een stad in Thailand. Dit stadion heette vanaf de opening tot 2009 het Thunderdomestadion en tussen 2009 en 2012 het Yamahastadion. Het is onderdeel van het Thunderdome Sportcomplex.
Het stadion wordt vooral gebruikt voor voetbalwedstrijden, de voetbalclub Muangthong United maakt gebruik van dit stadion. In het stadion is plaats voor 15.000 toeschouwers. Het stadion werd geopend in 1998 en daarna gerenoveerd tussen 2009 en 2010.
In 2020 besloot SCG het contract met de club niet te verlengen, omdat het laatste contract in november 2020 afliep en 8 jaar als hoofdsponsor van de club eindigde. In het seizoen 2021-2022 besloot de club het stadion voor het eerst sinds 2010 weer terug te veranderen naar Thunderdome Stadion.

## Internationale wedstrijden
Het gebruikt voor het Aziatisch kampioenschap voetbal onder 16 van 2014 en ook het nationale elftal van Thailand speelde hier vijf keer een vriendschappelijke interland.
| No. | Datum            | Wedstrijd            | Uitslag | Toernooi          |                  |
| --- | ---------------- | -------------------- | ------- | ----------------- | ---------------- |
| 1.  | 8 november 2009  | Thailand – Syrië     | 1–1     | Vriendschappelijk | Onderlinge duels |
| 2.  | 11 augustus 2010 | Thailand – Singapore | 1–0     | Vriendschappelijk | Onderlinge duels |
| 3.  | 4 september 2010 | Thailand – India     | 1–0     | Vriendschappelijk | Onderlinge duels |
| 4.  | 7 november 2012  | Thailand – Maleisië  | 2–0     | Vriendschappelijk | Onderlinge duels |
| 5.  | 8 oktober 2017   | Thailand – Kenia     | 1–0     | Vriendschappelijk | Onderlinge duels |